# Laphria hirta
Laphria hirta är en tvåvingeart som beskrevs av Ricardo 1913. Laphria hirta ingår i släktet Laphria och familjen rovflugor. Inga underarter finns listade i Catalogue of Life.